# Renata Kułakowska
Renata Kułakowska (ur. 8 września 1973, zm. 5 listopada 2019) – polska dziennikarka telewizyjna, kierowniczka produkcji, producentka związana ze stacjami grupy TVN. 

## Życiorys
Ukończyła studia na Wydziale Dziennikarstwa Uniwersytetu Warszawskiego. Od 2004 roku związana z kanałem telewizyjnym TVN Style, gdzie współtworzyła ponad 40 programów. Od 2016 kierowała produkcją kanału HGTV Home & Garden, od 2018 kierownik produkcji kanału Travel Channel. Ponadto była kierownikiem produkcji filmów dokumentalnych.
Pochowana na cmentarzu parafialnym w Kędzierówce. 

## Filmografia
- Szalone Tokio (2015);
- Obsesja doskonałości (2015);
- Klonowanie. Sposób na nieśmiertelność (2015);
- Sekrety doliny Inków (2016);
- Pyszne Peru (2016);
- Miss więzienia (2016);
- Historie więzienne (2016);
- Prasowane piersi (2018).